# Трусова, Александра Вячеславовна
Алекса́ндра Вячесла́вовна Тру́сова (после замужества в 2024 году — Игна́това; род. 23 июня 2004, Рязань, Россия) — российская фигуристка, выступающая в одиночном катании. Серебряный призёр XXIV зимних Олимпийских игр (2022). Бронзовый призёр чемпионата мира (2021). Серебряный (2022) и бронзовый (2020) призёр чемпионата Европы. Бронзовый призёр финала Гран-при (2019). Чемпионка России (2022), серебряный (2019) и двукратный бронзовый (2020, 2021) призёр чемпионата России. Вторая в истории двукратная чемпионка мира среди юниоров (2018, 2019). Победитель (2017) и серебряный призёр (2018) финалов юниорского Гран-при.
Мастер спорта России международного класса (2019), Мастер спорта России (2020), Заслуженный мастер спорта России (2022). Обладатель медали ордена «За заслуги перед Отечеством» I степени (2022).
Трусова — первая фигуристка в истории, исполнившая на соревнованиях под эгидой Международного союза конькобежцев четверные лутц, тулуп и флип, и вторая (после Мики Андо), исполнившая четверной сальхов. Первая исполнительница двух (четверной сальхов и четверной тулуп), трёх (четверной лутц, каскад четверной тулуп — тройной тулуп, четверной тулуп), четырёх и пяти четверных прыжков в одной программе. Первая исполнительница чистого каскада четверной тулуп — ойлер — тройной сальхов..
В 2016—2020 и 2021—2022 годах обучалась в «Самбо-70» у тренера Этери Тутберидзе. С мая 2020 по май 2021 года тренировалась в Академии фигурного катания Евгения Плющенко. В сезоне 2022—2023 занималась в ЦСКА в группе Светланы Соколовской.
Среди болельщиков получила прозвища «Русская ракета» и «Королева квадов».

## Биография
Родилась 23 июня 2004 года в Рязани в спортивной семье. Отец Вячеслав — мастер спорта по трём видам единоборств. Мать Светлана — занималась лёгкой атлетикой. У Александры есть два младших брата — Егор и Иван.
С 2022 г. — студентка заочного отделения Российского государственного университета физической культуры, спорта, молодежи и туризма. Помимо ГЦОЛИФК, является студенткой факультета журналистики МГУ.

### Личная жизнь
В период с мая 2022 года по сентябрь 2023 года состояла в отношениях с фигуристом Марком Кондратюком. В июне 2024 года Александра объявила о помолвке с фигуристом Макаром Игнатовым. 17 августа 2024 года Александра Трусова вышла замуж за Игнатова, взяв фамилию мужа. 22 марта 2025 года пара официально подтвердила многочисленные слухи о беременности Александры, объявив об этом событии в своём выступлении на турнире шоу-программ среди фигуристов «Русский вызов».
6 августа 2025 года у Трусовой и Игнатова родился сын Михаил.

## Спортивная карьера

### Начало
Начала заниматься фигурным катанием в 2008 году в Рязани. До 2013 года тренировалась у Ольги Шевцовой. Позже по семейным обстоятельствам с родителями и братьями переехала в Москву, где стала работать с Александром Волковым. Под руководством Волкова спортсменка освоила тройные прыжки и каскады из двух тройных. В 2016 году непродолжительное время занималась у Анны Царёвой, затем — в группе у тренера Этери Тутберидзе. В феврале 2017 года Трусова выиграла бронзу финала Кубка России среди кандидатов в мастера спорта, в марте того же года стала 4-й на первенстве России среди юниоров.
В 2017 году вошла в состав юниорской сборной команды России.

### Юниорские соревнования

#### Сезон 2017—2018: победа на юниорском чемпионате мира

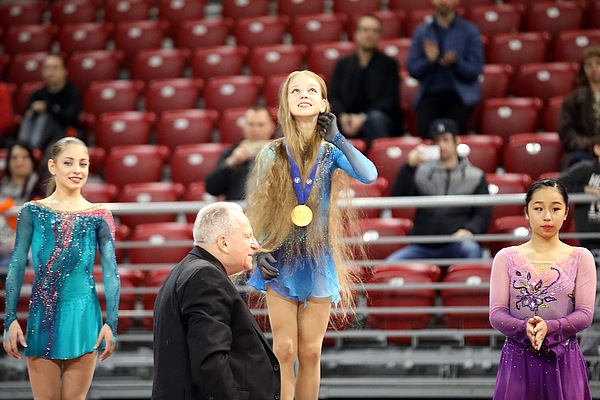
Подиум чемпионата мира среди юниоров 2018 года

В сезоне 2017—2018 Трусова достигла возраста, с которого ISU допускает спортсменов к участию в международных соревнованиях среди юниоров. Дебютировала на этапе юниорского Гран-при в Австралии и заняла там первое место, выполнив в произвольной программе четверной сальхов. Затем был этап в Беларуси, где она также заняла первое место. С этими результатами вышла в финал юниорского Гран-при, который в том году проводился в Нагое, где тоже одержала победу.
В январе 2018 года уверенно выиграла первенство России среди юниоров. В следующем месяце взяла серебро в финале Кубка России среди кандидатов в мастера спорта, успешно выполнив в произвольной программе четверной сальхов и допустив ошибку на четверном тулупе.
В марте выступила на чемпионате мира среди юниоров, выиграв и короткую, и произвольную программы. Причём в произвольной программе чисто исполнила четверной сальхов и четверной тулуп и набрала рекордные 92,35 балла за технику. С этим выступлением Трусовой удалось войти в первые 70 лучших результатов по сумме в мире, причём сразу на 13-е место, уступив только Евгении Медведевой, Алине Загитовой, Кэйтлин Осмонд и Ким Ён А.

#### Сезон 2018—2019: вторая победа на юниорском чемпионате мира
Сезон Трусова начала с выступления на литовском этапе юниорского Гран-при в сентябре, где опять одержала победу, при этом в произвольной программе исполнила четверной лутц (с недокрутом, из-за чего достижение не было официально засчитано как первое исполнение), а также каскад четверной тулуп — тройной тулуп. 12 октября 2018 года победила на этапе юниорского Гран-при в Армении, в произвольной программе выполнив четвертной лутц без недокрута и став, таким образом, первой исполнительницей данного элемента.
В ноябре 2018 года участвовала в 4-м этапе Кубка России в Казани. После короткой программы шла на промежуточном 2-м месте с 74,53 балла. В произвольной программе успешно выполнила каскад из четверного лутца и тройного тулупа. Несмотря на падение на втором четверном лутце и ошибку на тулупе, Александра смогла выйти вперёд и выиграть турнир с результатом 232,24 балла.
В финале Гран-при, проходившем в Канаде в начале декабря, заняла второе место, уступив Алёне Косторной. При этом в произвольной программе прыгала три четверных — два лутца и тулуп — но на первом лутце допустила степ-аут, а со второго (который должен был быть в каскаде) упала.
На Чемпионате России занимала второе место после короткой программы (74,96). На следующий день во время выступления чисто исполнила четверной лутц, но упала с четверного тулупа, что позволило ей стать только второй после Анны Щербаковой как в произвольной программе (154,75), так и в общем зачёте (229,71). 9 марта 2019 года завоевала золото на юниорском чемпионате мира в Загребе: Трусова, занимавшая после короткой программы второе место после Анны Щербаковой, стала лучшей в произвольной и в общем зачёте, набрав в сумме 222,89 балла.

### Взрослые соревнования

#### Сезон 2019—2020: мировые рекорды по баллам
В сентябре 2019 года Трусова дебютировала среди взрослых фигуристов на словацком турнире, входящем в серию «Челленджер» — Мемориале Ондрея Непелы, который выиграла с двумя мировыми рекордами: в произвольной программе (163,78) и по сумме баллов (238,69). Затем в октябре выступила на канадском этапе Гран-при, который также выиграла, обновив установленные ею же мировые рекорды, набрав 166,62 балла в произвольной программе и 241,02 по общей сумме баллов. С победой в соревнованиях фигуристку поздравил лидер группы Muse Мэттью Беллами, поблагодарив Трусову за использование в произвольной программе написанного им для сериала «Игра престолов» трека Pray (High Valyrian).
На домашнем ноябрьском этапе Гран-при в Москве Александра Трусова показала второй результат по итогам короткой программы. В произвольной программе фигуристка исполнила три четверных прыжка и дважды упала, в итоге став победительницей московского этапа «Гран-при».
В финале Гран-при Александра Трусова стала бронзовым призёром. Из-за неудачного исполнения тройного акселя в короткой программе шла только пятой. В произвольной программе спортсменка заявила пять четверных прыжков и чисто сделала три из них. Трусова впервые среди женщин исполнила четверной флип.
На Чемпионате России по фигурному катанию в Красноярске Трусова также стала бронзовым призёром. Она показала третий результат в короткой программе, заработав 76,46 балла. Ради отбора на чемпионат Европы спортсменка упростила программу по сравнению с финалом Гран-при: отказалась от исполнения заявленных тройного акселя и каскада с риттбергером, исполнив двойной аксель и каскад с тулупом.
В произвольной программе Трусова допустила падение с двух четверных прыжков — флипа и лутца — и сделала двойной тулуп вместо заявленного четверного. Во второй половине программы чисто исполнила каскад с четверным тулупом и остальные элементы, набрала 148,88 балла и стала третьей в произвольной программе. По сумме двух программ также заняла третье место с 226,34 балла.
На чемпионате Европы в Граце Александра Трусова вновь стала третьей. В короткой программе она показала свой лучший результат в карьере — 74,95 балла — и по её итогам занимала промежуточное 3 место. Произвольная программа была исполнена с несколькими ошибками, что не позволило фигуристке подняться выше. В сумме Трусова набрала 225,34 балла.
По итогам выступлений в сезоне Трусова попала в заявку сборной России на чемпионат мира, который должен был пройти в марте 2020 года в канадском Монреале. Однако за несколько дней до начала турнир был отменён из-за пандемии COVID-19.
В начале мая 2020 года Трусова сменила тренера — покинула группу Этери Тутберидзе и присоединилась к группе Евгения Плющенко для подготовки к новому сезону.

#### Сезон 2020—2021: бронза чемпионата мира
|                                                          |  |
| Короткая и произвольная программы, чемпионат России 2021 |  |

Александра Трусова начала сезон с участия во втором этапе Кубка России в Москве. После короткой программы спортсменка, допустив помарку на тройном акселе, шла на промежуточном третьем месте с 75,77 балла. Однако она справилась с произвольной программой, сделав четверной лутц с помаркой и два безошибочных четверных тулупа, набрала за неё 164,82 балла и стала победителем турнира с итоговым результатом 240,59.
Следующим соревнованием для Александры стал четвёртый этап Кубка России в Казани. В короткой программе она сделала с ошибкой тройной аксель и расположилась на промежуточном втором месте с 77,42 балла. Но, как и на этапе Кубка России в Москве, смогла победить благодаря четверным прыжкам в произвольной программе. Трусова заявила четыре четверных прыжка, выполнила сальхов, лутц, каскад с четверным тулупом, но упала с сольного тулупа. Была допущена ошибка и на каскаде из тройного лутца и тройного риттбергера. За два проката фигуристка набрала 248,63 балла, превзойдя, таким образом, свой действующий мировой рекорд в произвольной программе и рекорд Алёны Косторной по сумме. Однако из-за статуса турнира рекордные баллы не были зачтены таковыми.
В том же месяце Александра приняла участие в российском этапе Гран-при. В короткой программе спортсменка вновь предприняла попытку тройного акселя, однако та оказалась неудачной, и Трусова шла на промежуточном третьем месте. В произвольной программе она допустила падения с четверных сальхова, лутца и тулупа. Из-за допущенных ошибок спортсменка смогла набрать только 128,12 балла и с общим результатом 198,93 балла заняла итоговое 4-е место. Позже тренер Александры Евгений Плющенко сообщил о травме бедра у спортсменки.
В конце декабря Трусова участвовала в чемпионате России в Челябинске. В короткой программе она отказалась от исполнения тройного акселя и получила за неё 75,76 балла. Это позволило ей занимать лишь четвёртое промежуточное место, что вызвало недовольство судейством со стороны её тренера Евгения Плющенко. В произвольной программе заявила два четверных лутца, один из которых в каскаде с тройным тулупом, и успешно справилась с обоими. Тем не менее она заняла итоговое 3-е место с суммой баллов 246,37.
На чемпионате мира в Стокгольме стала 12-й по итогам короткой программы: допустив помарку на тройном лутце и оставшись без каскада, выпала из сильнейшей разминки. В произвольной программе заявила пять четверных прыжков. Прыгнула четверные флип, лутц в каскаде с тройным тулупом, тулуп в каскаде с тройным сальховом с ошибкой, упала на четверных сальхове и лутце, а также исполнила двойной аксель, тройной лутц-тройной тулуп. Получив 152,38 балла за прокат, она заняла первое место по произвольной программе и смогла подняться с 12-го места на 3-е в общем зачёте.
1 мая 2021 тренер Трусовой Евгений Плющенко объявил о прекращении сотрудничества с ней. Фигуристка вернулась к Этери Тутберидзе.

#### Сезон 2021—2022: серебро Олимпийских игр
12 сентября 2021 года на контрольных прокатах сборной России по фигурному катанию, проходивших в Челябинске, в рамках новой произвольной программы под музыку из фильма «Круэлла» Александра Трусова исполнила 5 четверных прыжков: флип, сальхов, тулуп, лутц в каскаде с тройным тулупом и сольный лутц, также были исполнены каскады двойной аксель—тройной тулуп и тройной лутц—ойлер—тройной сальхов.
В сентябре Александра выступила на американском турнире «U.S. Classic». По итогам короткой программы занимала первое место с 74,75 балла, в программе она чисто исполнила тройной флип и каскад тройной лутц—тройной тулуп, но ошиблась при выполнении тройного акселя. Произвольную программу выиграла, несмотря на ошибки в прокате, набрав 142,05 балла. Из пяти запланированных четверных прыжков без ошибок исполнила только сальхов. По итогам двух программ заняла первое место с результатом 216,80 балла.
После победы в короткой программе на I этапе Кубка России по фигурному катанию, проводившемся в Сызрани, Трусова снялась с соревнований и не приняла участия в произвольной программе.
В октябре стало известно, что Александра получила травму ноги. Несмотря на это, Трусова приняла участие в этапе Гран-при «Skate America 2021» и заняла первое место, обновив свой личный рекорд в короткой программе. Фигуристка не стала рисковать и исполнила облегчённые версии программ, показав чистый прокат. В короткой программе не исполняла тройной аксель, а в произвольной — исполнила лишь один четверной прыжок (лутц), заявив, что этот вариант программы для неё является очень лёгким. «Матч ТВ» и «Чемпионат» со ссылкой на источники, знакомые с ситуацией, сообщили, что она выступала с переломом стопы, однако, тренерский штаб информацию не подтверждал.
7 ноября стало известно, что Александра пропустит этап Гран-при «NHK Trophy» по медицинским показаниям.
В декабре выступила на чемпионате России. По итогам короткой программы занимала пятое место с 74,21 балла, в программе она упала с тройного акселя, но потом чисто исполнила тройной флип и каскад тройной лутц — тройной тулуп. В произвольной программе она исполнила четверной флип, каскад четверной лутц — ойлер — тройной сальхов и каскад четверной лутц — тройной тулуп, упала только на четверном тулупе и получила 174,44 балла. Получив 248,65 балла за прокат, она заняла второе место по произвольной программе и первоначально шла второй в общем зачёте, уступая Камиле Валиевой. Позже результат Валиевой был аннулирован, в связи с чем Трусова стала победителем турнира.
В январе выступила на чемпионате Европы, проводившемся в Таллине. По итогам короткой программы занимала 3 место с 75,13 балла. В программе она упала с тройного акселя, затем чисто исполнила тройной флип и каскад тройной лутц — тройной тулуп. В произвольной программе исполнила четверной флип, четверной сальхов, двойной аксель — тройной тулуп, упала с четверного тулупа и четверного лутца, затем прыгнула каскад тройной лутц — ойлер — тройной сальхов и тройной лутц — тройной тулуп и получила 159,23 балла. Получив 234,36 балла за прокат, она заняла третье место по произвольной программе и стала третьей в общем зачёте.
На Олимпийских играх 2022 в Пекине в личном турнире по итогам короткой программы занимала промежуточное четвёртое место с 74,60 балла. В программе она упала с тройного акселя, потом исполнила тройной флип и каскад тройной лутц — тройной тулуп. В произвольной программе она впервые в истории исполнила пять четверных прыжков на соревнованиях. Фигуристка прыгнула четверной флип, четверной сальхов, четверной тулуп и каскад двойной аксель — тройной тулуп с помарками, четверной лутц — тройной тулуп, четверной лутц, каскад тройной лутц — ойлер — тройной сальхов и получила 177,13 балла. Получив 251,73 балла за прокат, она заняла первое место по произвольной программе и стала второй в общем зачёте, уступив Анне Щербаковой 4,22 балла и обновив личные рекорды в произвольной программе и по сумме. В показательных выступлениях на Олимпийских играх Александра выступила в образе Чудо-женщины, за что удостоилась похвалы исполнительницы роли супергероини в кинофраншизе актрисы Галь Гадот.

#### Сезон 2022—2023
|                                                           |  |
| Короткая и произвольная программы, V этап Гран-при России |  |

1 октября 2022 года стало известно, что Трусова перешла из группы Этери Тутберидзе к тренеру Светлане Соколовской. Причиной перехода назывались чрезмерные нагрузки на тренировках у Тутберидзе, которые сильно способствуют усугублению травм. К этому отнесли проблемы Трусовой со спиной, из-за чего она на сентябрьских контрольных прокатах выступила лишь с одной, короткой программой, а не двумя, как остальные члены сборной.
29—30 октября 2022 года участвовала во втором этапе Гран-при России «Бархатный сезон» в Сочи. По итогам короткой программы расположилась на втором месте с 70,20 балла, в программе исполнила двойной аксель, тройной флип и ошиблась на втором прыжке в каскаде тройной лутц — двойной тулуп, допустив степ-аут на выезде. В произвольной программе расположилась на третьем месте и получила 138,35 балла, в программе она упала с четверного лутца, чисто исполнила каскад тройной флип — тройной тулуп, вместо тройного риттбергера сделала только двойной, исполнила каскад тройной лутц — ойлер — двойной сальхов, секвенцию тройной флип — двойной аксель и сольный тройной лутц. По сумме баллов за обе программы получила 208,55 балла и заняла третье место.
19—20 ноября 2022 года участвовала в пятом этапе Гран-при России «Волжский пируэт» в Самаре. После короткой программы расположилась на промежуточном третьем месте с 69,50 балла, в программе исполнила одинарный аксель, тройной флип, каскад тройной лутц — тройной тулуп. В произвольной программе расположилась на втором месте с 144,30 балла, в программе упала с четверного лутца, но успешно сделала остальные элементы. Получив за прокат 213,80 балла, она заняла второе место, уступив Софье Самоделкиной.
В конце декабря в Красноярске прошёл чемпионат России, однако Трусова не смогла принять в нём участие по болезни. Также по медицинским показаниям Александре пришлось пропустить и финал Гран-при России, который состоялся в марте 2023 года в Санкт-Петербурге.

## Техника
Трусову называют прыгучей фигуристкой. К январю 2014 в её программу включался двойной аксель. К сезону 2015/16 Александра освоила каскад лутц — тройной тулуп. С августа 2017 тренеры включили рекордно сложный для одиночниц прыжок четверной сальхов, а также два каскада тройной лутц — тройной тулуп и тройной лутц — тройной риттбергер. В апреле 2018 года тренер клуба «Самбо-70» Сергей Розанов опубликовал в инстаграме видео, где Александра Трусова на тренировке исполняет четверной лутц. В августе 2018 года на закрытых контрольных прокатах юниорской сборной России по фигурному катанию в Новогорске были исполнены четверной лутц, а также каскад четверной тулуп — тройной тулуп. 12 октября 2018 года, на этапе Гран-при среди юниоров в Армении Трусова успешно выполнила четвертной лутц без недокрута. 24 ноября 2018 года на тренировке исполнила каскад четверной лутц — тройной риттбергер, который никогда не исполнялся ни женщинами, ни мужчинами. В декабре 2018 года на тренировке впервые исполнила четверной флип. На контрольных прокатах 8 сентября 2019 года исполнила три четверных прыжка в одной программе, один из которых в каскаде с тройным. 5 октября 2019 года на турнире Japan Open в произвольной программе исполнила четыре четверных прыжка: четверной сальхов, четверной лутц, каскад четверной тулуп — тройной тулуп, а также каскад четверной тулуп — тройной сальхов через ойлер. В сентябре 2021 года, на контрольных прокатах сборной России по фигурному катанию, впервые в женском фигурном катании Трусова исполнила пять четверных прыжков в одной программе. На Олимпийских играх 2022 года в Пекине исполнила 5 четверных прыжков, пятая в мире, первая среди женщин.
Нидерландский арбитр Йерун Принс, обслуживавший соревнования на Олимпийских играх в Пекине, назвал Трусову фигуристкой «с широким набором сильных черт», в том числе было отмечено качественное исполнение спортсменкой дорожек шагов. По словам Принса, на Играх в Пекине Трусова близко подобралась к Нейтану Чену в плане технических возможностей. Ставку на большое количество многооборотных прыжков специалист назвал «тактическим моментом», позволяющим спортсменке ценой, возможно, немного меньшей оценки за компоненты получать свой наивысший балл.

## Программы
| Сезон     | Короткая программа | Произвольная программа | Показательные номера |
| --------- | --- | --- | --- |
| 2023—2024 | Не участвовала в соревнованиях | Не участвовала в соревнованиях | - «Шопен» Елена Ваенга хореограф-постановщик Этери Тутберидзе - «Thunderstruck» AC/DC хореограф-постановщик Даниил Глейхенгауз - «Отпускаю» МакSим хореограф-постановщик Никита Михайлов - «Кукушка» Кино в исполнении Полины Гагариной (из фильма «Битва за Севастополь») |
| 2022—2023 | - «Ainsi bas la vida» Индила хореограф-постановщик Никита Михайлов - «I Put a Spell on You» Скримин Джей Хокинс в исполнении Энни Леннокс хореограф-постановщик Даниил Глейхенгауз | - «I Believe I Can Fly» J2 ft. Casey Hensley - «When You Are High» Enryoki хореограф-постановщик Никита Михайлов                                                                           | - «Лететь» Антон Беляев (из фильма «Лёд») хореограф-постановщик Никита Михайлов - «Рапсодия на тему Паганини» Сергей Рахманинов в исполнении Владимира Ашкенази, Лондонского симфонического оркестра хореограф-постановщик Сергей Филин - «Полетели» Филипп Киркоров совместно с Марком Кондратюком                                                                                |
| 2021—2022 | - «Benediction And Dream» в исполнении Лилы Даунс - «Solo tu» - «Alcoba Azul» Эллиот Голденталь (из фильма «Фрида»)                                                                | - «Call Me Cruella» Florence + the Machine - «The True Story of Cruella’s Birth» Николас Брителл - «I Wanna Be Your Dog» Джон Маккри (из фильма «Круэлла»)                                 | - «Не брошу на полпути» Ёлка (из сериала «Мастер») - «Song to the Siren» Роуз Беттс (из фильма «Лига справедливости») - «Wonder Woman, a Call to Stand» Junkie XL (из фильма «Лига справедливости Зака Снайдера») - «Can’t Help Falling in Love» Элвис Пресли в исполнении Томми Профитт, Дианы Анкудиновой совместно с Дмитрием Михайловым хореограф-постановщик Дмитрий Михайлов |
| 2020—2021 | - «Love Story» Лола Астанова, Степан Хаусер - «Appassionata» Secret Garden | - «O Verona» Крэйг Армстронг - «Montagues & Capulets» Ричард Клайдерман - «Come, Gentle Night» Абель Коженёвский - «Dance of the Knights» Сергей Прокофьев (из фильма "Ромео и Джульетта") | - «Game of survival» Ruelle |
| 2019—2020 | - «Solveig’s Song» Эдвард Григ в исполнении Мейв Ни Вейлхаха - «В пещере горного короля» Эдвард Григ (из пьесы «Пер Гюнт»)                                                         | - «Pray (High Valyrian)» Мэттью Беллами - «The Night King» Рамин Джавади (из телесериала «Игра престолов»)                                                                                 | - «Unstoppable» Сия - «Серенада» Франц Шуберт аранжировка Ференца Листа в исполнении Хатии Буниатишвили |
| 2018—2019 | - «Bang Bang» Нэнси Синатра) - «Battle Without Honor or Humanity» Томоясу Хотэй (из фильма «Убить Билла»                                                                           | - «Kill the Target» Томоясу Хотэй - «Katana Groove» Томоясу Хотэй - «Lucia di Lammermoor» Эрик Серра - «The Diva Dance» Эрик Серра (из фильма «Пятый элемент»)                             | - «Unstoppable» Сия - «Big Spender» Пегги Ли - «Jumpin’ Jack» Big Bad Voodoo Daddy |
| 2017—2018 | - «Big Spender» Пегги Ли - «Jumpin’ Jack» Big Bad Voodoo Daddy | - «Времена года: Лето» Антонио Вивальди аранжировка: Макс Рихтер | - «Your Heart Is as Black as Night» Мелоди Гардо |
| 2016—2017 | - «Your Heart Is as Black as Night» Мелоди Гардо | - «Galicia Flamenca» Gino D'Auri | |
| 2015—2016 | - «Paint It Black» Ванесса Карлтон | - «Crystallize» - «My Immortal» - «Spontaneous Me» Линдси Стирлинг | |

## Спортивные достижения

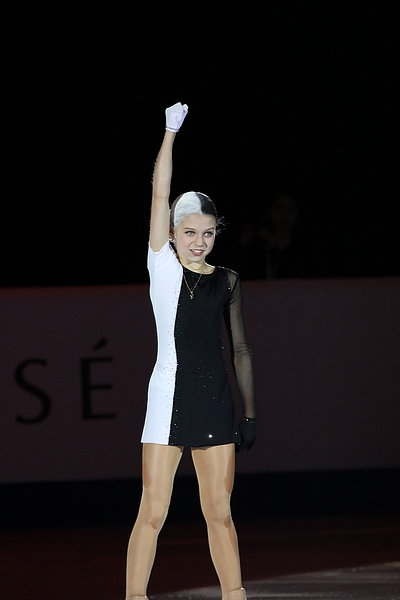
Александра Трусова выступает с показательным номером на чемпионате мира среди юниоров 2019

| Соревнования                         | 16/17                        | 17/18                        | 18/19                        | 19/20                        | 20/21                        | 21/22                        | 22/23                        |
| Международные индивидуальные         | Международные индивидуальные | Международные индивидуальные | Международные индивидуальные | Международные индивидуальные | Международные индивидуальные | Международные индивидуальные | Международные индивидуальные |
| ------------------------------------ | ---------------------------- | ---------------------------- | ---------------------------- | ---------------------------- | ---------------------------- | ---------------------------- | ---------------------------- |
| Зимние Олимпийские игры              |                              |                              |                              |                              |                              | 2                            |                              |
| Чемпионаты мира                      |                              |                              |                              | C                            | 3                            |                              |                              |
| Чемпионаты Европы                    |                              |                              |                              | 3                            |                              | 2                            |                              |
| Финалы Гран-при                      |                              |                              |                              | 3                            |                              |                              |                              |
| Этапы Гран-при. Rostelecom Cup       |                              |                              |                              | 1                            | 4                            |                              |                              |
| Этапы Гран-при. Skate America        |                              |                              |                              |                              |                              | 1                            |                              |
| Этапы Гран-при. Skate Canada         |                              |                              |                              | 1                            |                              |                              |                              |
| Челленджеры. Мемориал Ондрея Непелы  |                              |                              |                              | 1                            |                              |                              |                              |
| U.S. Classic                         |                              |                              |                              |                              |                              | 1                            |                              |
| Международные командные              |                              |                              |                              |                              |                              |                              |                              |
| Japan Open                           |                              |                              |                              | 1                            |                              |                              |                              |
| Национальные                         |                              |                              |                              |                              |                              |                              |                              |
| Чемпионат России                     |                              |                              | 2                            | 3                            | 3                            | 1                            | WD                           |
| Первенство России среди юниоров      | 4                            | 1                            | 1                            |                              |                              |                              |                              |
| Зимняя Спартакиада (юношеская)       |                              |                              | 1                            |                              |                              |                              |                              |
| Финалы Кубка России                  | 3 юн.                        | 2 юн.                        |                              |                              |                              |                              |                              |
| Этапы Кубка России. I этап           |                              |                              |                              |                              |                              | WD                           |                              |
| Этапы Кубка России. II этап          | 3 юн.                        |                              |                              |                              | 1                            |                              |                              |
| Этапы Кубка России. III этап         |                              | 1 юн.                        |                              |                              |                              |                              |                              |
| Этапы Кубка России. IV этап          |                              |                              | 1                            |                              | 1                            |                              |                              |
| Этапы Кубка России. V этап           | 2 юн.                        | 2 юн.                        |                              |                              |                              |                              |                              |
| Этапы Гран-при России. II этап       |                              |                              |                              |                              |                              |                              | 3                            |
| Этапы Гран-при России. V этап        |                              |                              |                              |                              |                              |                              | 2                            |
| Национальные командные               |                              |                              |                              |                              |                              |                              |                              |
| Кубок Первого канала                 |                              |                              |                              |                              | 2                            |                              |                              |
| Международные среди юниоров          |                              |                              |                              |                              |                              |                              |                              |
| Чемпионаты мира среди юниоров        |                              | 1                            | 1                            |                              |                              |                              |                              |
| Финалы юниорского Гран-при           |                              | 1                            | 2                            |                              |                              |                              |                              |
| Этапы юниорского Гран-при. Австралия |                              | 1                            |                              |                              |                              |                              |                              |
| Этапы юниорского Гран-при. Беларусь  |                              | 1                            |                              |                              |                              |                              |                              |
| Этапы юниорского Гран-при. Литва     |                              |                              | 1                            |                              |                              |                              |                              |
| Этапы юниорского Гран-при. Армения   |                              |                              | 1                            |                              |                              |                              |                              |

### Подробные результаты
Примечание. Цветом выделены медали. На чемпионатах ИСУ награждают малыми медалями за короткую и произвольную программу. 
Текущие мировые рекорды по системе ИСУ выделены жирным курсивом, предыдущие — жирным.
| Дата                | Соревнование                                              | КП            | ПП                     | Сумма                  |
| Сезон 2022—23       | Сезон 2022—23                                             | Сезон 2022—23 | Сезон 2022—23          | Сезон 2022—23          |
| ------------------- | --------------------------------------------------------- | ------------- | ---------------------- | ---------------------- |
| 19—20 ноября 2022   | Этапы Гран-при России. V этап — «Волжский пируэт», Самара | 3 69,50       | 2 144,30               | 2 213,80               |
| 29—30 октября 2022  | Этапы Гран-при России. II этап — «Бархатный сезон», Сочи  | 2 70,20       | 3 138,35               | 3 208,55               |
| Сезон 2021—22       |                                                           |               |                        |                        |
| 15, 17 февраля 2022 | Олимпийские Игры 2022                                     | 4 74,60       | 1 177,13               | 2 251,73               |
| 10—16 января 2022   | Чемпионат Европы 2022                                     | 2 75,13       | 2 159,23               | 2 234,36               |
| 21—26 декабря 2021  | Чемпионат России 2022                                     | 5 74,21       | 1 174,44               | 1 248,65               |
| 22—14 октября 2021  | Этапы Гран-при. Skate America 2021                        | 1 77,69       | 1 154,68               | 1 232,37               |
| 22—26 сентября 2021 | Этапы Кубка России. I этап — Сызрань                      | 1 74,53       | Снялась с соревнования | Снялась с соревнования |
| 15—18 сентября 2021 | U.S. Classic 2021                                         | 1 74,75       | 1 142,05               | 1 216,80               |
| Сезон 2020—21       |                                                           |               |                        |                        |
| 22—28 марта 2021    | Чемпионат мира 2021                                       | 12 64,82      | 1 152,38               | 3 217,20               |
| 22—27 декабря 2020  | Чемпионат России 2021                                     | 4 75,76       | 3 170,61               | 3 246,37               |
| 20—22 ноября 2020   | Этапы Гран-при. Rostelecom Cup 2020                       | 3 70,81       | 4 128,12               | 4 198,93               |
| 8—12 ноября 2020    | Этапы Кубка России. IV этап — Казань                      | 2 77,42       | 1 171,21               | 1 248,63               |
| 10—13 октября 2020  | Этапы Кубка России. II этап — Москва                      | 3 75,77       | 1 164,82               | 1 240,59               |
| Сезон 2019—20       |                                                           |               |                        |                        |
| 20—26 января 2020   | Чемпионат Европы 2020                                     | 3 74,95       | 3 150,39               | 3 225,34               |
| 24—29 декабря 2019  | Чемпионат России 2020                                     | 3 76,46       | 3 149,88               | 3 226,34               |
| 5—8 декабря 2019    | Финал Гран-при 2019/2020                                  | 5 71,45       | 3 161,73               | 3 233,18               |
| 15—17 ноября 2019   | Этапы Гран-при. Rostelecom Cup 2019                       | 2 74,21       | 1 160,26               | 1 234,47               |
| 25—27 октября 2019  | Этапы Гран-при. Skate Canada 2019                         | 3 74,40       | 1 166,62               | 1 241,02               |
| 5 октября 2019      | Japan Open 2019                                           | —             | 1 160,53               | 1 (команда)            |
| 19—21 сентября 2019 | Челленджеры. Мемориал Ондрея Непелы 2019                  | 1 74,91       | 1 163,78               | 1 238,69               |
| Сезон 2018—19       |                                                           |               |                        |                        |
| 21—26 марта 2019    | Зимняя Спартакиада                                        | 2 77,43       | 1 176,90               | 1 254,33               |
| 4—10 марта 2019     | Чемпионат мира среди юниоров 2019                         | 2 72,49       | 1 150,40               | 1 222,89               |
| 2—4 февраля 2019    | Первенство России среди юниоров 2019                      | 7 69,55       | 1 164,44               | 1 233,99               |
| 19—23 декабря 2018  | Чемпионат России 2019                                     | 2 74,96       | 2 154,75               | 2 229,71               |
| 6—9 декабря 2018    | Финал юниорского Гран-при 2018                            | 2 74,43       | 2 140,77               | 2 215,20               |
| 6—10 ноября 2018    | Этапы Кубка России. IV этап — Казань                      | 2 74,53       | 1 157,71               | 1 232,24               |
| 10—13 октября 2018  | Этапы юниорского Гран-при. Армения 2018                   | 1 74,19       | 1 146,81               | 1 221,00               |
| 5—8 сентября 2018   | Этапы юниорского Гран-при. Литва 2018                     | 1 74,74       | 1 146,70               | 1 221,44               |
| Сезон 2017—18       |                                                           |               |                        |                        |
| 5—11 марта 2018     | Чемпионат мира среди юниоров 2018                         | 1 72,03       | 1 153,49               | 1 225,52               |
| 23—26 января 2018   | Первенство России среди юниоров 2018                      | 1 74,25       | 3 137,84               | 1 212,09               |
| 7—10 декабря 2017   | Финал юниорского Гран-при 2017                            | 1 73,25       | 2 132,36               | 1 205,61               |
| 20—24 сентября 2017 | Этапы юниорского Гран-при. Беларусь 2017                  | 1 69,72       | 1 126,60               | 1 196,32               |
| 23—26 августа 2017  | Этапы юниорского Гран-при. Австралия 2017                 | 1 65,57       | 1 132,12               | 1 197,69               |
| Сезон 2016—17       |                                                           |               |                        |                        |
| 1—5 февраля 2017    | Первенство России среди юниоров 2017                      | 6 64,95       | 4 129,65               | 4 194,60               |

## Рекорды и достижения

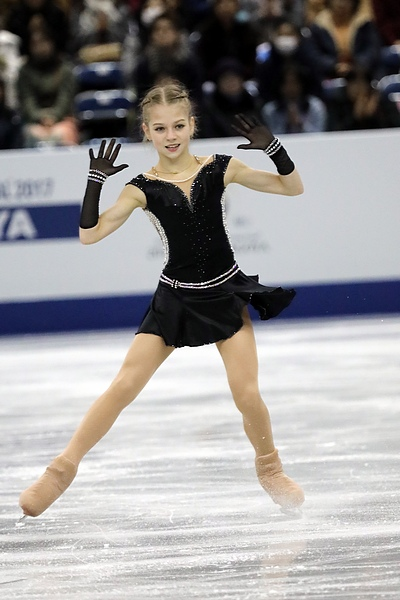
В финале юниорского Гран-при 2017

Александра Трусова является обладателем четырёх мировых рекордов по набранным баллам на соревнованиях среди взрослых и шести — среди юниоров, а также трёх исторических рекордов на соревнованиях среди юниоров.

### Рекорды на соревнованиях среди взрослых
| Дата                             | Баллы                          | Соревнование                   | Примечание                                                                           |
| Рекорды по сумме двух программ   | Рекорды по сумме двух программ | Рекорды по сумме двух программ | Рекорды по сумме двух программ                                                       |
| -------------------------------- | ------------------------------ | ------------------------------ | ------------------------------------------------------------------------------------ |
| 27 октября 2019                  | 241,02                         | Skate Canada 2019              | Рекорд побит Алёной Косторной на Финале Гран-при 2019                                |
| 21 сентября 2019                 | 238,69                         | Мемориал Ондрея Непелы 2019    | Предыдущий рекорд принадлежал Алине Загитовой.                                       |
| Рекорды в произвольной программе |                                |                                |                                                                                      |
| 27 октября 2019                  | 166,62                         | Skate Canada 2019              | Обновлён собственный рекорд. Рекорд побит Камилой Валиевой на Finlandia Trophy 2021. |
| 21 сентября 2019                 | 163,78                         | Мемориал Ондрея Непелы 2019    | Превзойдён рекорд Алины Загитовой.                                                   |

### Рекорды на соревнованиях среди юниоров
| Дата                             | Баллы                          | Соревнование                                                 | Примечание                                                                                                |
| Рекорды по сумме двух программ   | Рекорды по сумме двух программ | Рекорды по сумме двух программ                               | Рекорды по сумме двух программ                                                                            |
| -------------------------------- | ------------------------------ | ------------------------------------------------------------ | --- |
| 9 марта 2019                     | 222,89                         | Чемпионат мира по фигурному катанию среди юниоров 2019       | Рекорд побит Камилой Валиевой на Чемпионате мира среди юниоров 2020.                                      |
| 7 сентября 2018                  | 221,44                         | Этап юниорского Гран-при по фигурному катанию в Литве 2018   | Превзойдён рекорд Анны Щербаковой.                                                                        |
| Рекорды в короткой программе     |                                |                                                              | |
| 6 сентября 2018                  | 74,74                          | Этап юниорского Гран-при по фигурному катанию в Литве 2018   | Превзойдён рекорд Анны Щербаковой.                                                                        |
| Рекорды в произвольной программе |                                |                                                              | |
| 9 марта 2019                     | 150,40                         | Чемпионат мира по фигурному катанию среди юниоров 2019       | Рекорд побит Камилой Валиевой на Чемпионате мира среди юниоров 2020.                                      |
| 12 октября 2018                  | 146,81                         | Этап юниорского Гран-при по фигурному катанию в Армении 2018 | Первой среди женщин приземлила четверной лутц.                                                            |
| 7 сентября 2018                  | 146,70                         | Этап юниорского Гран-при по фигурному катанию в Литве 2018   | Превзойдён рекорд Алёны Косторной. Первой среди женщин приземлила каскад четверной тулуп — тройной тулуп. |

### Исторические рекорды на соревнованиях среди юниоров
| Дата                             | Баллы                          | Соревнование                                           | Примечание                                                                                                  |
| Рекорды по сумме двух программ   | Рекорды по сумме двух программ | Рекорды по сумме двух программ                         | Рекорды по сумме двух программ                                                                              |
| -------------------------------- | ------------------------------ | ------------------------------------------------------ | --- |
| 10 марта 2018                    | 225,52                         | Чемпионат мира по фигурному катанию среди юниоров 2018 | Превзойдён рекорд Алины Загитовой. Первой среди юниорок получила более 210 и 220 баллов.                    |
| Рекорды в короткой программе     |                                |                                                        | |
| 7 декабря 2017                   | 73,25                          | Финал Гран-при по фигурному катанию 2017/2018          | Превзойдён рекорд Алёны Косторной, установленный ею на этом же турнире за 10 минут до выступления Трусовой. |
| Рекорды в произвольной программе |                                |                                                        | |
| 10 марта 2018                    | 153,49                         | Чемпионат мира по фигурному катанию среди юниоров 2018 | Превзойдён рекорд Алины Загитовой. Первой среди юниорок получила более 140 и 150 баллов.                    |

### Достижения
- Обладательница исторического рекорда по набранным баллам за технику (92,35), установленного ею в 13 лет на Чемпионате мира по фигурному катанию среди юниоров 2018[127].
- Самая юная победительница Чемпионата мира по фигурному катанию среди юниоров и Финала юниорского Гран-при по фигурному катанию (24 июня 2004 года рождения, 13 лет). Предыдущее достижение принадлежало Юлии Липницкой (5 июня 1998 года рождения, 13 лет)[128].
- Первой среди женщин приземлила четверной тулуп[128].
- Первой среди женщин приземлила четверной лутц[128][129].
- Первой среди женщин приземлила четверной флип[130].
- Первой среди женщин приземлила каскад из четверного и тройного прыжков (четверной тулуп — тройной тулуп)[128][129].
- Первой среди женщин приземлила два четверных прыжка в одной программе[128][129].
- Первой среди женщин приземлила два разных четверных прыжка в одной программе.
- Первой среди женщин приземлила три разных тройных прыжка во второй половине произвольной программы — тройной сальхов, тройной риттбергер и тройной тулуп[128].
- Второй среди женщин приземлила четверной сальхов. Первой была Мики Андо[131].
- Дважды подряд выиграла Чемпионат мира по фигурному катанию среди юниоров, повторив достижение Елены Радионовой.
- Первой среди женщин приземлила три четверных прыжка в одной программе, один из которых в каскаде с тройным прыжком.
- Первой среди женщин приземлила четыре четверных прыжка в одной программе, два из которых в каскаде. Первой среди женщин приземлила три разных четверных прыжка в одной программе. Первой среди женщин приземлила каскад из четверного и тройного прыжков во второй половине программы. Это произошло на Japan Open 2019. Поскольку турнир проходил не под эгидой Международного союза конькобежцев, эти результаты не были признаны официально[132].
- Первой среди женщин на соревнованиях под эгидой Международного союза конькобежцев приземлила два каскада из четверного и тройного прыжков, один из которых исполнен во второй половине программы.
- Первой среди женщин прыгнула каскад четверной тулуп — тройной сальхов. Каскад был выполнен через ойлер.
- Первой среди женщин получила выше 100 баллов за технику в произвольной программе, став обладательницей мирового рекорда по набранным очкам (100,20)[133]. Это пятый результат в одиночном катании и третий в сезоне 2019/2020, включая мужское[134].
- Попала в Книгу рекордов Гиннесса за исполнение четверных тулупа, лутца и флипа[135].
- Обладательница мирового рекорда среди женщин по набранным очкам за каскад (19,48 балла за четверной лутц — тройной тулуп)[136].
- Первой среди женщин приземлила пять четверных прыжков, два из которых были выполнены во второй половине программы. Это произошло в 2021 году на контрольных прокатах в России. На Олимпиаде в Пекине 2022 она повторила прокат из 5 четверных прыжков[137].
- Обладательница мирового рекорда среди женщин по набранным очкам за сольный прыжок (четверной флип — 15.71) на Чемпионате Европы 2022

## Реклама и сотрудничество с брендами
В 2018 году в довольно раннем возрасте Александра заключила контракт с Adidas, с тех пор началось их плотное сотрудничество. В апреле 2019 года вышла первая кампания в коллаборации с брендом, приуроченная запуску новой линейки Primeknit. В ноябре 2020 года Трусова снялась в фотосессии как лицо Аdidas, представив зимнюю коллекцию бренда. В апреле 2021 она стала одним из амбассадоров кампании «Невозможное возможно», 30-cекундный рекламный ролик содержал несколько кадров с ней. Также в этом году бренд представил вторую главу кампании «Покоряя городские вершины», в ролике которого снялись телеведущий Александр Гудков, актриса Варвара Шмыкова, Александра Трусова, а также олимпийский чемпион Александр Большунов.

## Признания и награды

### Государственные награды
- Медаль ордена «За заслуги перед Отечеством» I степени (25 февраля 2022 года)[142].

### Спортивные звания
- Заслуженный мастер спорта России (2022)[143].
- Мастер спорта России международного класса (2019)[144].
- Мастер спорта России (2020)[145].

### Другие признания
- Лучший молодой спортсмен года в Европе в зимних видах спорта (2019)[146][147].
- Вошла в список «20 молодых и перспективных» по версии РБК (2019)[148].
- Вошла в число «12 апостолов нашего времени» в категории «Спорт» по версии журнала Esquire (2020)[149].
- Спортсменка года по версии читателей Sports.ru (2022)[150].
- Победитель премии «PERSONO года 2023» в номинации «За вклад в российское фигурное катание» и отдельное благодарственное письмо[151].
- Победитель премии «Королева фигурки 2023» издания «Чемпионат»[152].